# Salix resectoides
Salix resectoides — вид квіткових рослин із родини вербових (Salicaceae).

## Морфологічна характеристика
Це невисокий кущ до 50 сантиметрів заввишки, рідше вище; стовбур кремезний, вкорінюється. Гілочки червонувато-брунатні; молоді гілочки волосисті, потім ± голі. Листкова ніжка до 13 мм; листкова пластинка від широко обернено-яйцеподібної до округло-еліптичної, 15–40 × 12–25 мм, абаксіально (низ) сірувато-зелена, з нальотом, волохата в молодості, потім ± гола, адаксіально тьмяно-зелена, блискуча, волостиста вздовж середньої жилки, край цільний або рідко залозисто-зубчастий, верхівка або обидва кінці тупі. Сережки кінцеві, циліндричні, 1.5–3 см, з листочками біля основи.

## Середовище проживання
Пн.-зх. Юньнань, сх. Тибет. Населяє високі гори; на висотах 3500–4200 метрів.